# Melissa McBrideová
Melissa McBrideová, celým jménem Melissa Suzanne McBrideová (* 23. května 1965, Lexington, Kentucky, USA), je herečka a bývalá režisérka při vybírání herců ze Spojených států amerických, nejlépe známá svou rolí Carol Peletierové v televizním seriálu kanálu AMC The Walking Dead.

## Život a kariéra

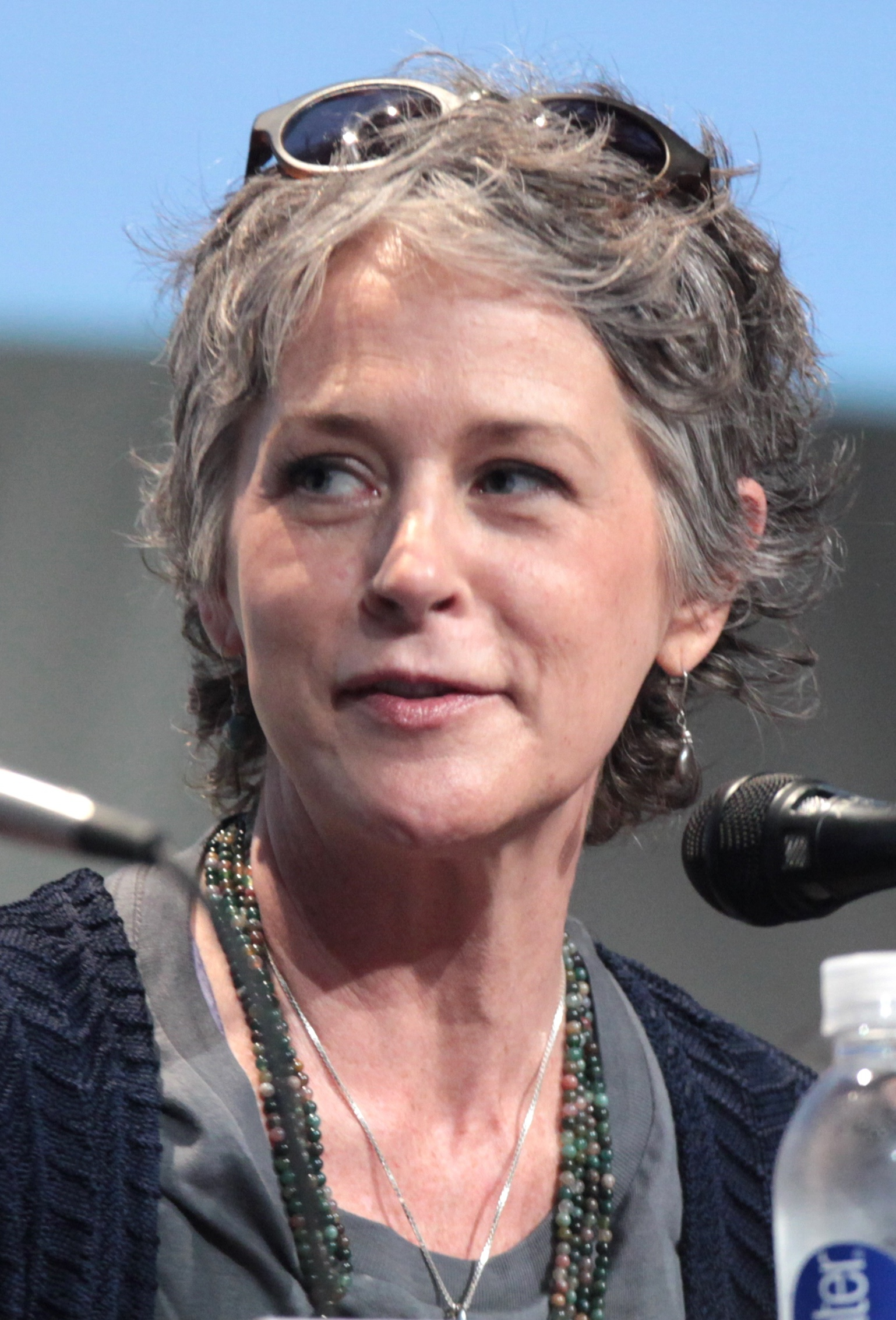
Mellisa Mcbrideová, San Diego, Comic Con, 2015

V raných 90. letech začala hrát ve filmu a televizi. Její debut v televizi byl uskutečněn v roce 1993 v jedné episodě právnického seriálu společnosti ABC Matlock a následujících letech se objevila v televizních filmech jako In the Heat of the Night: Give Me Your Life, Her Deadly Rival, Close to Danger, Any Place But Home, Nathan Dixon a Pirates of Silicon Valley. V roce 1996 se objevila v minisérii společnosti CBS A Season in Purgatory založené na novele stejného jména z roku 1993 od Dominicka Dunnea.